# Schneiber
Der Schneiber (auch Großer Schneiber) ist ein 2330 m ü. NHN hoher Berg im Steinernen Meer in den Berchtesgadener Alpen. Über den Gipfel verläuft die Grenze zwischen den Gemeinden Ramsau bei Berchtesgaden und Schönau am Königssee.
Der östlich vom Großen Hundstod und südlich des Watzmann gelegene Berg lässt sich weglos vom Hundstodgatterl oder dem Trischübelpass aus besteigen.